# Olympische Sommerspiele 2020/Fußball/Frauen/Qualifikation (CAF)
Als Qualifikation zum Turnier der Frauen bei den Olympischen Sommerspielen 2020 für die Mannschaften aus dem Bereich der CAF diente erstmals ein über fünf Runden laufendes Qualifikationsturnier, durch das sich eine Mannschaft für die Olympischen Spiele qualifizieren konnte. Der Verlierer der letzten Runde hat zudem die Chance, sich gegen den Zweiten der Südamerikaqualifikation in interkontinentalen Playoffs einen weiteren Startplatz zu erspielen. Von den afrikanischen Teilnehmern der WM 2019 konnte sich keine Mannschaft qualifizieren, wobei Kamerun erst in der fünften Runde aufgrund der Auswärtstorregel gegen Sambia die direkte Qualifikation verpasste, das sich damit erstmals für ein interkontinentales Turnier qualifizieren konnte.

## Modus
Alle Spiele sollten in Hin- und Rückspiel ausgetragen werden, wobei bei Torgleichheit die Auswärtstorregel galt und falls diese auch zu keiner Entscheidung führte, eine Verlängerung folgte mit ggf. erneuter Anwendung der Auswärtstorregel oder einem Elfmeterschießen. Letzteres kam aber nicht zur Anwendung.
Von den 18 gemeldeten Mannschaften sollten vier Mannschaften in der ersten Runde gegeneinander antreten, da Guinea-Bissau und Libyen aber zurückzogen, erreichten Gabun und Liberia kampflos wie die bereits 14 für die zweite Runde gesetzten Mannschaften die zweite Runde. Die 16 verbliebenen Mannschaften spielten in der zweiten Runde acht Mannschaften für die dritte Runde aus, wobei erneut drei Mannschaften zurückzogen. In der dritten Runde wurden die vier Mannschaften der vierten Runde ermittelt, die in dieser dann die zwei afrikanischen Teilnehmer für die Olympischen Spiele ermittelten.

### Erste Runde
| Datum      |        | Ergebnis |        |
| ---------- | ------ | -------- | ------ |
| 01.04.2019 | Angola | 1        | Sambia |
| 07.04.2019 | Sambia | 1        | Angola |
| Gesamt:    | Angola |          | Sambia |

| Datum      |                | Ergebnis |                |
| ---------- | -------------- | -------- | -------------- |
| 03.04.2019 | Elfenbeinküste | 2        | Sierra Leone   |
| 05.04.2019 | Sierra Leone   | 2        | Elfenbeinküste |
| Gesamt:    | Elfenbeinküste |          | Sierra Leone   |

| Datum      |         | Ergebnis |         |
| ---------- | ------- | -------- | ------- |
| 03.04.2019 | Mali    | 3:1      | Marokko |
| 07.04.2019 | Marokko | 2:2      | Mali    |
| Gesamt:    | Mali    | 5:3      | Marokko |

| Datum      |           | Ergebnis |           |
| ---------- | --------- | -------- | --------- |
| 03.04.2019 | Äthiopien | 3:2      | Uganda    |
| 06.04.2019 | Uganda    | 0:1      | Äthiopien |
| Gesamt:    | Äthiopien | 4:2      | Uganda    |

| Datum      |                | Ergebnis        |                |
| ---------- | -------------- | --------------- | -------------- |
| 03.04.2019 | Gabun          | 0:2             | Republik Kongo |
| 09.04.2019 | Republik Kongo | 0:2 n. V.       | Gabun          |
| Gesamt:    | Gabun          | 2:2 (5:3 i. E.) | Republik Kongo |

| Datum      |          | Ergebnis |          |
| ---------- | -------- | -------- | -------- |
| 04.04.2019 | Algerien | 2:0      | Tschad   |
| 09.04.2019 | Tschad   | 1:1      | Algerien |
| Gesamt:    | Algerien | 3:1      | Tschad   |

| Datum      |          | Ergebnis |          |
| ---------- | -------- | -------- | -------- |
| 04.04.2019 | Malawi   | 11:10    | Mosambik |
| 09.04.2019 | Mosambik | 0:3      | Malawi   |
| Gesamt:    | Mosambik | 14:10    | Malawi   |

| Datum      |                              | Ergebnis |                              |
| ---------- | ---------------------------- | -------- | ---------------------------- |
| 05.04.2019 | Tansania                     | 2:2      | Demokratische Republik Kongo |
| 09.04.2019 | Demokratische Republik Kongo | 1:0      | Tansania                     |
| Gesamt:    | Tansania                     | 2:3      | Demokratische Republik Kongo |

| Datum      |          | Ergebnis |          |
| ---------- | -------- | -------- | -------- |
| 05.04.2019 | Botswana | 1:0      | Namibia  |
| 09.04.2019 | Namibia  | 2:2      | Botswana |
| Gesamt:    | Botswana | 3:2      | Namibia  |

### Zweite Runde
| Datum      |           | Ergebnis  |           |
| ---------- | --------- | --------- | --------- |
| 26.08.2019 | Äthiopien | 1:1       | Kamerun   |
| 03.09.2019 | Kamerun   | 0:0       | Äthiopien |
| Gesamt:    | Äthiopien | (a)1:1(a) | Kamerun   |

| Datum      |          | Ergebnis |          |
| ---------- | -------- | -------- | -------- |
| 28.08.2019 | Algerien | 0:2      | Nigeria  |
| 03.09.2019 | Nigeria  | 1:0      | Algerien |
| Gesamt:    | Algerien | 0:3      | Nigeria  |

| Datum      |                              | Ergebnis |                              |
| ---------- | ---------------------------- | -------- | ---------------------------- |
| 28.08.2019 | Demokratische Republik Kongo | 1        | Äquatorialguinea             |
| 01.09.2019 | Äquatorialguinea             | 1        | Demokratische Republik Kongo |
| Gesamt:    | Demokratische Republik Kongo | 1        | Äquatorialguinea             |

| Datum      |       | Ergebnis |       |
| ---------- | ----- | -------- | ----- |
| 28.08.2019 | Gabun | 0:3      | Ghana |
| 03.09.2019 | Ghana | 2:0      | Gabun |
| Gesamt:    | Gabun | 0:5      | Ghana |

| Datum      |        | Ergebnis |        |
| ---------- | ------ | -------- | ------ |
| 28.08.2019 | Malawi | 3:2      | Kenia  |
| 01.09.2019 | Kenia  | 3:0      | Malawi |
| Gesamt:    | Malawi | 3:2      | Kenia  |

| Datum      |          | Ergebnis |          |
| ---------- | -------- | -------- | -------- |
| 28.08.2019 | Sambia   | 5:0      | Simbabwe |
| 01.09.2019 | Simbabwe | 1        | Sambia   |
| Gesamt:    | Sambia   | 5:0      | Simbabwe |

| Datum      |           | Ergebnis        |           |
| ---------- | --------- | --------------- | --------- |
| 30.08.2019 | Botswana  | 0:0             | Südafrika |
| 03.09.2019 | Südafrika | 0:0 n. V.       | Botswana  |
| Gesamt:    | Botswana  | 0:0 (3:2 i. E.) | Südafrika |

| Datum      |                | Ergebnis |                |
| ---------- | -------------- | -------- | -------------- |
| 31.08.2019 | Elfenbeinküste | 3:0      | Mali           |
| 03.09.2019 | Mali           | 0:0      | Elfenbeinküste |
| Gesamt:    | Elfenbeinküste | 3:0      | Mali           |

### Dritte Runde
| Datum      |          | Ergebnis |          |
| ---------- | -------- | -------- | -------- |
| 02.10.2019 | Sambia   | 1:0      | Botswana |
| 08.10.2019 | Botswana | 0:2      | Sambia   |
| Gesamt:    | Sambia   | 3:0      | Botswana |

| Datum      |                | Ergebnis  |                |
| ---------- | -------------- | --------- | -------------- |
| 03.10.2019 | Elfenbeinküste | 0:0       | Nigeria        |
| 07.10.2019 | Nigeria        | 1:1       | Elfenbeinküste |
| Gesamt:    | Elfenbeinküste | (a)1:1(a) | Nigeria        |

| Datum      |                              | Ergebnis |                              |
| ---------- | ---------------------------- | -------- | ---------------------------- |
| 03.10.2019 | Kamerun                      | 2:0      | Demokratische Republik Kongo |
| 08.10.2019 | Demokratische Republik Kongo | 2:1      | Kamerun                      |
| Gesamt:    | Kamerun                      | 3:2      | Demokratische Republik Kongo |

| Datum      |       | Ergebnis  |       |
| ---------- | ----- | --------- | ----- |
| 04.10.2019 | Ghana | 0:0       | Kenia |
| 08.10.2019 | Kenia | 1:0 n. V. | Ghana |
| Gesamt:    | Ghana | 0:1       | Kenia |

### Vierte Runde
| Datum      |        | Ergebnis |        |
| ---------- | ------ | -------- | ------ |
| 08.11.2019 | Kenia  | 2:2      | Sambia |
| 11.11.2019 | Sambia | 1:0      | Kenia  |
| Gesamt:    | Kenia  | 2:3      | Sambia |

| Datum      |                | Ergebnis |                |
| ---------- | -------------- | -------- | -------------- |
| 09.11.2019 | Elfenbeinküste | 0:0      | Kamerun        |
| 12.11.2019 | Kamerun        | 2:1      | Elfenbeinküste |
| Gesamt:    | Elfenbeinküste | 1:2      | Kamerun        |

### Fünfte Runde
| Datum      |         | Ergebnis  |         |
| ---------- | ------- | --------- | ------- |
| 05.03.2020 | Kamerun | 3:2       | Sambia  |
| 10.03.2020 | Sambia  | 2:1       | Kamerun |
| Gesamt:    | Kamerun | (a)4:4(a) | Sambia  |